# Penestes
Els penestes (en llatí penestae) eren un poble d'Il·líria que vivia al nord de la Dassarètia, i ocupava una gran zona muntanyosa, arribant a l'est fins a la frontera de Macedònia, a l'oest al país dels labeates, i al nord-oest als dominis de Genci, el rei d'Il·líria.
Titus Livi en parla, i diu que la principal ciutat d'aquesta tribu guerrera era Uscana, i que tenien les fortaleses de Draudacum i Oaeneum, aquesta última situada en una carretera que portava a un coll entre una muntanya i el riu Artatus, que conduïa al país dels labeates. Les dues fortaleses van ser conquerides per Perseu de Macedònia en la seva campanya de l'any 169 aC durant la Tercera Guerra Macedònica.